# Do As Infinity -Final-
Do As Infinity -Final- là đĩa DVD thu hình buổi biểu diễn cuối cùng của Do As Infinity ở Budokan. Buổi diễn được tổ chức vào ngày 25 tháng 11 năm 2005, sau khi ban nhạc đã chính thức tan rã. DVD còn gồm có các phần phụ là hình ảnh của những buổi diễn trước đây của DAI. DVD tiêu thụ được 6007 bản.

## Danh sách

### Đĩa 1
1. SE
2. "New World" (Thế giới mới)
3. "Tōku Made" (遠くまで Rời xa?)
4. "Oasis" (Ốc đảo)
5. "Nice & Easy" (Đẹp & dễ)
6. MC
7. "Hi no Ataru Sakamichi" (陽のあたる坂道 Ngọn đồi phủ nắng?)
8. "Rakuen" (楽園 Thiên đàng?)
9. "Hiiragi" (柊 Hoa Holly?)
10. "Rumble Fish"
11. MC
12. "Tsurezure Naru Mama ni" (徒然なるままに Bên tôi cùng sự buồn tẻ và nhàm chán?)
13. "Week!" (Tuần lễ!)
14. MC
15. "Desire" (Khát khao)
16. "Shinjitsu no Uta" (真実の詩 Bài hát đích thực?)
17. "Under the Moon" (Phía dưới Mặt Trăng)
18. "Mahou no Kotoba ~Would you marry me?~" (魔法の言葉 ~Would you marry me?~ Câu nói kì diệu ~Anh có muốn cưới em không?~?)

### Đĩa 2
1. "Kūsō Ryodan" (空想旅団 Đội quân tưởng tượng?)
2. "Fukai Mori" (深い森 Rừng sâu?)
3. "Kagaku no Yoru" (科学の夜 Đêm của hóa học?)
4. "Yesterday & Today" (Hôm qua & hôm nay)
5. MC
6. "For the Future" (Cho tương lai)
7. "Under the Sun" (Phía dưới Mặt Trời)
8. "Boukensha Tachi" (冒険者たち Những cuộc phiêu lưu?)
9. "One or Eight" (Một hoặc tám)
10. "Honjitsu wa Seiten Nari" (本日ハ晴天ナリ Hôm nay sẽ là 1 ngày đẹp trời?)
11. "We Are." (Chúng tôi là.)
12. MC -encore 1-
13. "Field of Dreams" -encore 1- (Cánh đồng mơ)
14. "TAO" -encore 1-
15. MC -encore 1-
16. "Summer Days" -encore 1- (Những ngày hè)

### Đĩa 3
1. MC -encore 2-
2. "Wings" (Đôi cánh)
3. MC -encore 2-
4. "Heart" (Trái tim)
5. MC -encore 2-
6. "Tangerine Dream" (Giấc mơ màu vỏ quýt)
7. MC -encore 2-
8. "Ai no Uta" (あいのうた Bài hát tình yêu?)
Phần phụ
9. "Tangerine Dream" (FREE LIVE 100 -99.11.22- Shibuya Kōkaidō)
10. "Raven" (FREE LIVE 100 -99.11.22- Shibuya Kōkaidō)
11. "Oasis" (FREE LIVE 100 -99.11.22- Shibuya Kōkaidō)
12. "Painful" (Do As Infinity Live Tour 2001 - 01.05.27 Shibuya-Ax)
13. "Welcome!" (Do As Infinity Live Tour 2001 - 01.05.27 Shibuya-Ax)
14. "Holiday" (Do As Infinity Live Tour 2001 - 01.05.27 Shibuya-Ax)
15. "Under the Sun" (A-Nation 2002 -02.09.01- Odaiba)
16. "Be Free" (Do As Infinity LIVE TOUR 2005 ~NEED YOUR LOVE~ -05.05.31- Budokan)
17. "Robot" (Do As Infinity LIVE TOUR 2005 ~NEED YOUR LOVE~ -05.05.31- Budokan)
18. "Need Your Love" (Do As Infinity LIVE TOUR 2005 ~NEED YOUR LOVE~ -05.05.31- Budokan)
19. "Glasses" (Do As Infinity LIVE TOUR 2005 ~NEED YOUR LOVE~ -05.05.31- Budokan)

## Xếp hạng
| Bảng xếp hạng (2006) | Thứ hạng | Thời gian trụ hạng |
| -------------------- | -------- | ------------------ |
| Oricon Nhật Bản      | 43       | 3 tuần             |